# Molly White
Molly Allen White, née en 1993, est une ingénieure logicielle américaine, rédactrice de Wikipédia et crypto-sceptique. Critique des industries de la blockchain décentralisée (Web3) et des cryptomonnaies, elle dirige le site Web Web3 Is Going Just Great et une newsletter documentant les malversations dans cet espace technologique. Elle contribue à des propositions de règlementation de l'industrie de la cryptographie ; elle propose avec succès que la Fondation Wikimédia cesse de collecter des dons sous la forme de cryptomonnaies. White est également bénévole en tant qu'éditrice sur Wikipédia et fait partie des femmes les plus actives de la Wikipédia anglaise. Elle y est notamment connue pour une série d’articles sur l'extrême droite.

## Contributions à Wikipédia
White commence à éditer Wikipédia à l'âge de 13 ans et devient administratrice alors qu'elle est encore lycéenne. Elle écrit d'abord des articles sur ses groupes emo préférés et sur les femmes scientifiques puis sur l'extrémisme de droite, notamment le Gamergate, le mouvement Boogaloo, Gab, Parler et Jacob Wohl, pendant la première administration de Donald Trump,. Elle reçoit une couverture médiatique grand public pour son travail de rédaction de l'article sur l'attaque du Capitole des États-Unis du 6 janvier,. Début 2022, son compte, utilisant le pseudo « GorillaWarfare », comptabilise plus de 100 000 modifications. Selon White, ce travail répond à son intérêt pour la validation des informations en ligne et à sa conviction que la diffusion de l’information produit un changement sociétal. Elle siège pendant six ans au Comité d'arbitrage de Wikipédia en anglais, comité étudiant et jugeant les litiges entre contributeurs.
Étant l'une des éditrices les plus actives de Wikipédia, White est régulièrement la cible de harcèlement en ligne, de menaces de violence, de doxxing et de traque, à la fois sur Wikipédia et en dehors. Son expérience fait l’objet d’un discours sur le harcèlement des contributeurs et contributrices prononcé en 2016 par Katherine Maher, directrice générale de la Fondation Wikimédia. White avait déjà été prise pour cible après que sa photo ait été publiée dans une campagne de collecte de fonds de la Fondation. Le harcèlement s'intensifie en 2018 à la suite de ses contributions sur les incels et d'autres sujets polémiques.

## Critiques sur les cryptomonnaies
Fin 2021, White remarque un changement de ton public autour des cryptomonnaies avec une volonté de faire de la cryptomonnaie une technologie par défaut. Cela renforce ses inquiétudes quant à la soutenabilité des cryptomonnaies, les performances des projets passés étant décevantes. Dans ses recherches, elle explore d'abord l'article de Wikipédia sur le Web3, la proposition d'un réseau Web basé sur des blockchains décentralisées. Malgré l'engouement médiatique, des réseaux sociaux, et d'investissements considérables en capital-risque, elle constate que le terme est mal défini et associé à de nombreuses escroqueries et fraudes affectant les investisseurs et consommateurs. Elle crée un site Web, Web3 Is Going Just Great, en décembre 2021 pour documenter ces cas. Le site Web fournit une chronologie des projets Web3 et de cryptomonnaie et des pertes subies par leurs investisseurs. Beaucoup de ces histoires ne sont pas couvertes par la presse grand public, et contrairement à la couverture médiatique de Web3, ses titres ne sont pas sensationnels. The Verge décrit son style comme « sèchement drôle, presque clinique » dans sa documentation. La somme des dollars perdus à cause des échecs de cryptomonnaies s'affiche dans le coin du site Web. Le site comprend également un glossaire spécialisé, des ressources sélectionnées traitant de la blockchain et une critique annotée de l'article du New York Times de Kevin Roose, « The Latecomer's Guide to Crypto » qu'elle considère comme une publicité « grossièrement irresponsable ». Le trafic du site Web augmente rapidement après des mentions sur des sites comme Hacker News, Reddit et plusieurs publications d'actualités, atteignant 60 000 à 100 000 visiteurs mensuels. Durant cette période elle travaille plusieurs heures par jour sur le blog. White couvre également les cryptomonnaies et les technologies de pointe dans sa newsletter Citation Needed.
À la mi-2022, White est connue parmi les critiques les plus éminents et les plus avertis des industries des cryptomonnaies et du Web3. Sur ces sujets, elle donne des conférences à la prestigieuse Université Stanford, conseille le sénateur américain Sheldon Whitehouse sur ses projets de loi et propose des vérifications de faits aux journalistes intéressés. Ses apparitions sur des sites d'actualités, des podcasts et des listes de diffusion liés au Web3 font d'elle une « médiatrice non officielle du Web3 », selon The Information. Elle a un large public parmi les sceptiques des cryptomonnaies et, fin 2022, elle figure parmi les « 30 personnes de moins de 30 ans » sur les médias sociaux » par Forbes et dans la liste des meilleurs penseurs du monde de Prospect.

Le fil Twitter de White sur les défauts du projet de cryptomonnaie Cryptoland devient viral et conduit à un ridicule à grande échelle du projet désormais inactif. Début 2022, elle propose que la Fondation Wikimédia cesse d’accepter les dons en cryptomonnaies, qui, selon elle, sont associés à des technologies prédatrices et ne sont plus éthiques. À la suite d’un vote communautaire et avec le soutien majoritaire des éditeurs de Wikipédia votants, la Fondation adopte sa proposition en mai 2022. Elle observe également des effets pervers en matière de confidentialité et de harcèlement dans le fait que l'historique complet des transactions d'un individu soit disponible en permanence et accessible au public via la blockchain, observant avec surprise le peu d'entreprises ayant envisagé les vecteurs d'abus. Selon White, « chaque fois que vous parlez de prendre du contenu généré par les utilisateurs et de le placer dans un stockage immuable, vous avancez vers de sérieux problèmes ». Elle soutient que la blockchain n'a pas démocratisé le Web mais a exacerbé les inégalités, affirmant que les technologies du Web3 ont en fait recentré le pouvoir sous le contrôle de quelques investisseurs fortunés, dont beaucoup sont déjà très influents dans le paysage technologique du Web actuel. Elle s'oppose également à l'argument pro-cryptomonnaies selon lequel cette technologie a permis des transformations positives. Pour White, ce sont en fait des cas dans lesquels « n'importe quel changement aurait amélioré la situation existante » (par exemple lorsque les cryptomonnaies ont permis d'envoyer des fonds à des personnes vivant dans des régimes autoritaires).
White appelle à une réglementation fédérale de l’industrie de la cryptographie, notamment dans une lettre ouverte au Congrès américain signée par 25 autres technologues, puis plusieurs centaines de personnes. La lettre affirme que la technologie blockchain « ne répond à quasiment aucun des objectifs qu'on lui attribue souvent, et qui seraient des sources potentielles de bienfaits publics ». White s'oppose à une proposition de réglementation des cryptomonnaies présentée par les sénatrices Kirsten Gillibrand et Cynthia Lummis en raison de sa clémence envers l'industrie. Alors que les cryptomonnaies sont souvent traitées comme des biens de consommation, White défend l'idée de les considérer comme des valeurs mobilières, qui devraient être gérées par la Securities and Exchange Commission des États-Unis, et non  comme des marchandises gérées par la Commodity Futures Trading Commission[citation nécessaire].
Lors d'une conférence au SXSW en mars 2023, White affirme que l'engouement récent des acteurs des nouvelles technologies pour l'intelligence artificielle est un buzz médiatique, qui manque de recul critique, et qui ne fait que succéder au buzz de la technologie des blockchains.
En 2024, le projet Follow the Crypto de White a suivi les dons politiques provenant de l'industrie de la cryptographie. En aout 2024, White et le groupe de défense Public Citizen déposent une plainte pour financement opaque de campagne politique auprès de la Commission électorale fédérale américaine contre Coinbase, alléguant qu'un don de 25 millions de dollars à un super PAC violait les lois affectant les sous-traitants fédéraux.

## Vie personnelle et carrière
White est née en 1993, et grandit dans le Maine. Lorsqu'elle est au lycée régional de Camden Hills à Rockport, elle effectue un stage dans un laboratoire de l'Université du Maine financé par la NASA qui effectue des recherches sur les capteurs des modules d'habitat lunaire. Elle fréquente l'Université Northeastern de Boston, où elle participe à deux programmes coopératifs avec le développeur de logiciels de marketing HubSpot. Après avoir obtenu sa licence en informatique en 2016, elle travaille comme ingénieure logiciel pendant six ans, jusqu'en mai 2022, date à laquelle elle démissionne pour se remettre d'un épuisement professionnel. Depuis fin 2022, elle est affiliée au Berkman Klein Center for Internet & Society de l'Université Harvard.
White vit dans la région du Grand Boston. Elle a des opinions de gauche à tendance socialiste.